# Кислый Ключ (Амурская область)
Ки́слый Ключ — село в Магдагачинском районе Амурской области России. Входит в сельское поселение Гонжинский сельсовет.

## География
Расположено на северо-западе Амурско-Зейской равнины, в 9 км от станции Гонжа Забайкальской железной дороги, и в 44 км от районного центра, пгт Магдагачи, на левом берегу реки Чалая. Название села происходит от протекающего здесь ключа Кислый, впадающего в реку Чалая. Село расположено в красивой местности, окружено богатыми хвойными лесами, а добываемая из скважин в Кислом ключе вода, — аналог минеральной воды «Ессентуки».
Климат
Климат резко континентальный с теплым влажным летом и морозными, малоснежными зимами. Первый снежный покров появляется в октябре. Наиболее холодные месяцы — декабрь и февраль. Самый теплый — июль.

## Население
| 2002 | 2010 | 2012 | 2013 | 2014 | 2015 | 2016 |
| ---- | ---- | ---- | ---- | ---- | ---- | ---- |
| 10   | ↗28  | ↘24  | ↘23  | ↗24  | →24  | →24  |
| 2017 | 2018 |      |      |      |      |      |
| →24  | →24  |      |      |      |      |      |

## Бальнеологическая лечебница «Гонжа»
Гонжинское месторождение было известно ещё до революции. Во время строительства Транссиба в районе фаланги  неподалёку от села Гонжа заблудился каторжанин: он направился по лосиной тропе к месту проживания, а тропа привела его на ключ, который бил из-под земли. Усталый, он решил напиться из ключа и был удивлен необычным качеством воды. Сориентировавшись, он вернулся в лагерь и доложил о находке начальству. 
Многие годы месторождение использовалось в качестве «дикого курорта». В 1958 году исследованием Гонжинского источника занялась Дальневосточная геологическая экспедиция, в состав которой входил врач В.Е.Прядько. Были проведены эксперименты с минеральной водой в медицинских целях. Уже 1 августа 1961 года приказом по облздраву главным врачом Гонжинской Санаторской больницы была назначена Раиса Павловна Степаненко. Раиса Павловна сама занялась подбором кадров, получением техники, медицинского оборудования, инвентаря. Параллельно шло строительство поселка Кислый ключ. В начале 1962 года были сданы в эксплуатацию главный (деревянный) корпус на 75 мест, ванный корпус, 5 двухквартирных жилых домов, электростанция и скважина минеральной воды. Приказом №14 от 10 апреля 1962 года было установлено, что: "Рабочий ден в санатории продолжается с 9-00 до 17-00, перерыв на обед с 13-00 до 14-00, отъезд машины с Гонжинской больницы в санаторий в 8-40. Сбор рабочих во дворе больницы. Во время организации санатория всем работникам поручают техническую работу". И 25 июня 1962 года санаторская больница приняла первых отдыхающих — 100 человек. Мест не хватало и часть отдыхающих размещали в жилых домах. Среди отдыхающих были медицинские работники, которые помогали в лечебном процессе. Больница содержала подсобное хозяйство: 4 коровы и свиноферму.
В 1978 году на новом месте был открыт новый (кирпичный) лечебный корпус. А в 1984 году — новый жилой корпус на 110 мест (в 800 метрах от старого поселка Кислый ключ, расположенного в низине).
Официальное открытие бальнеологической лечебницы «Гонжа» после капитального ремонта состоялось 16 марта 2011 года. Ныне лечебное учреждение носит официальное название "Филиал Государственного автономного учреждения здравоохранения Амурской области "Санаторий Василёк" в селе Гонжа "Кислый ключ" и может принимать до 100 пациентов одновременно. Санаторий располагает несколькими скважинами (порядка 7 скважин), расположенными как на территории современного санатория, так и за его пределами. Лечебно-столовая вода подается из скважины №29-6 (пробурена в 1978 году) глубиной 120 метров. Эта вода используется для проведения лечебных процедур в санатории (ванны, орошения), организации лечебного питья, является сырьём для производства воды "Амурская" (периодически на скважину за водой приезжает автоцистерна из п. Гонжа). Скважина №45-Д (пробурена в 1963 году) глубиной 60 метров находится в резерве в связи со снижением дебета. Обе скважины расположены в 500 метрах от санатория. Скважина №21 расположена в 1 км от санатория (находится в резерве). Современная норма забора составляет в сутки 25 м3. Из них 16 м3 отведены для санатория и 9 — для завода розлива минеральной воды. На территории старого поселка Кислый ключ так же расположена скважина (в настоящий момент законсервирована). Мониторинг качества воды в скважинах (в том числе и в резервных) ведётся на постоянной основе. Водоснабжение санатория осуществляется минеральной водой из подземной галереи пади в долине ключа Куликовский (6 километров от санатория). Эта вода используется для приготовления пищи и для бытовых нужд (подается в водопроводную сеть санатория).